# Moulin Brulé
 (août 2025).
Si vous disposez d'ouvrages ou d'articles de référence ou si vous connaissez des sites web de qualité traitant du thème abordé ici, merci de compléter l'article en donnant les références utiles à sa vérifiabilité et en les liant à la section « Notes et références ».
Le Moulin Brulé (en néerlandais : Verbrande Molen) ou Moulin à vent de Woluwe-Saint-Lambert est un moulin à vent à Woluwe-Saint-Lambert.

## Histoire
À l'origine, un moulin est construit vers 1767 à Esplechin, près de Tournai. Il faillit disparaître à cause de la concurrence des minoteries modernes. La passion d'un homme, le docteur Duthoit, le sauva. Racheté par celui-ci dans les années 1930 et soigneusement restauré, il connut une seconde jeunesse à Arc-Ainières, dans le Hainaut.
En 1960, la veuve du docteur Duthoit en fait don à la commune de Woluwe-Saint-Lambert qui le transfère sur son territoire. Une vingtaine d'années plus tard, un incendie nécessita une nouvelle importante restauration et sa réédification à son emplacement actuel, avenue Emmanuel Mounier, dans la prairie de l'Hof ter Musschen, près de l'avenue Hippocrate et du boulevard de la Woluwe.
Il est visitable toute l'année, chaque 1er et 3e samedi du mois de 14 h à 18 h, ainsi que chaque 1er dimanche du mois de 10 h à 18 h.
| ___ | Ce site est desservi par la station de métro : Alma. |